# Emilie de Vialar
Émilie de Vialar, voluit Anne Marguerite Adelaide Émilie de Vialar (Gaillac, 12 september 1797 – Marseille, 24 augustus 1856), was een Franse non en stichter van de congregatie van de Zusters van Sint-Jozef van de Verschijning. De Vialar werd in 1939 door paus Pius XII zalig verklaard en in 1951 door dezelfde paus als heilige opgenomen in het Martyrologium Romanum, maar niet in de heiligenkalender.

## Biografie
De Vialar werd geboren in een gezin met een ziekelijke moeder. Haar vader, James Augustine de Vialar, was baron en haar moeder, Antoinette, was de dochter van een van de dokters van Lodewijk XVIII van Frankrijk en Karel X. Terwijl Émilie en haar moeder in 1810 naar Parijs afreisden, om naar een kostschool te gaan, werd haar moeder ziek en overleed bij haar vader (Baron de Portal) in huis. Twee jaar later werd ze door haar vader terug naar huis gehaald, waar ze te maken kreeg met een zeer dominante huishoudster. In 1819 kwam er een nieuwe kapelaan en onder zijn begeleiding ging zij voor de kinderen uit het dorp zorgen en hen van religieus advies voorzien. Deze liefdadigheid zou uitgroeien naar het zorgen voor armen en zieken van alle leeftijden. De Vialars vader keurde dit ten zeerste af, omdat hij zijn huis niet wilde delen met de van ongedierte geteisterde armelui. Door middel van gebed zou zij in deze periode meerdere protestanten hebben kunnen bekeren tot het katholicisme. Ook zou zij zo ernstig zieken, die al door artsen waren opgegeven, weten te genezen.
In 1832 overleed De Vialars grootvader en liet haar 300.000 francs na. Met het geld van deze erfenis stichtte ze de Congregatie van de Zusters van Sint-Jozef van de Verschijning in haar geboorteplaats. Voor het opstellen van de reglementen kreeg ze hulp van vader Bequet. De goedkeuring kreeg ze van aartsbisschop De Gualy. Op Eerste Kerstdag 1832 betrok ze samen met drie anderen het door haar gekochte huis. Op 19 maart 1833 kregen de inmiddels twaalf postulanten hun geheel zwarte habijten. In 1835 werd de naam van de congregatie officieel vastgesteld en legden de zusters hun geloften af in het bijzijn van de aartsbisschop van Albi. Dat jaar richtte De Vialar samen met haar congregatie een missie op in Algiers. Terwijl zij op een boot onderweg was, liet zij een moeder met haar kinderen in de hut die de congregatie betaald had verblijven, terwijl De Vialar in slecht weer op het dek sliep en daarbij ook zeeziek werd. In 1845 was De Vialar onderweg van Tunesië naar Italië. Haar schip kwam in een storm terecht, waarna het reisgezelschap moest schuilen voor het eiland Malta. Ze beloofde, dat als ze gered zou worden, dat ze een meisjesschool en kapel zou stichten in Valetta. Na zeven dagen zwakte de storm af en kon ze veilig aan land gaan. De Vialar hield zich aan haar woord en twee scholen werden later op het eiland geopend.
Émilie de Vialar werd in 1951 heilig verklaard door Paus Pius XII. Haar schrijn staat in de Sint-Pieterskerk te Gaillac. Haar lichaam werd in 1972 verplaatst van Marseille naar Gaillac.

## Zusters van Sint-Jozef van de Verschijning
De congregatie van de Zusters van Sint-Jozef van de Verschijning is een congregatie van vrouwen. De eerste werkzaamheden van de zusters waren zorg voor vrouwelijke gevangenen en het oprichten van een school voor arme kinderen. De algehele werkzaamheden bestonden uit de zorg voor de behoeftigen, in het bijzonder de zieken en het verschaffen van onderwijs aan kinderen. De verschijning waar het in de naam om gaat is die van de Engel van de Heer die voor Jozef verscheen om de geboorte van de Verlosser te verkondigen. Gedurende haar bestaan breidde de congregatie flink uit over de wereld. In 1846 waren ze in actief in Noord-Afrika, Klein-Azië en Birma. Ze groeiden in de vierentwintig jaar dat De Vialar de congregatie leidde uit tot een met veertig huizen.
In Algerije werden de zusters door toedoen van de bisschop weggestuurd, maar hun werk werd in Tunesië bij zowel moslims als joden zo goed ontvangen, dat het daar ook na vertrek in 1845 uit Algerije voort werd gezet. De school die De Vialar had beloofd te openen in Malta, werd gevestigd in Vittoriosa. Het huis waarin de zusters, De Vialar was samen met de zusters Giuseppina Ceccarelli en Elizabeth Monistrol, was volgens de lokale bevolking een spookhuis en de groep verliet het in 1846. Het huis werd in Valletta een meisjesschool en floreerde. In 1847 was de congregatie verworden tot een arme groep vrouwen. Nadat ze op missie was geweest in Algiers verloor ze al haar geld en goede naam. Desondanks stichtte ze in 1852 een huis in Marseille. De Vialar overleed in datzelfde huis op 24 augustus 1856. De school in Valletta sloot in 1858 en verhuisde naar Cospicua. In 1889 kregen de zusters volle zeggenschap over de school en bijhorende gebouwen en instellingen. De school bleef tot in de jaren 50 groeien en uitbreiden. De groei stopte met vier scholen. Een werd in de jaren 1940 omgevormd tot een school met internaat voor jongens. Na nog geen vijftig jaar werd deze in 1997 gesloten. In 1984 openden de zusters een rusthuis voor oudere zusters.
In de 21e eeuw bestaat de orde nog altijd. De provincie van Malta beslaat ook Tunesië en Ethiopië. Er zijn onder andere drie scholen in Malta onder het beheer en een tehuis voor meisjes in Żabbar.

## Zalig- en heiligverklaring
De Vialar werd op 18 juni 1939 zalig verklaard door paus Pius XII. Op 24 juni 1951 verklaarde hij haar ook heilig. Haar feestdag valt op 24 augustus voor de leken, maar de leden van haar congregatie vieren haar feestdag op 17 juni. Sint Émilie de Vialar is beschermheilige van onder andere het aartsbisdom Albi, waar ook haar voormalige woonplaats onder valt.
- Bibliothèque nationale de France: cb121375260 (data)
- Gemeinsame Normdatei: 142606707
- International Standard Name Identifier: 0000 0000 8384 5658
- Library of Congress Control Number: n2009062244
- Nationale Bibliotheek van Israël: 987007435182105171
- Nederlandse Thesaurus van Auteursnamen: 17059100X
- Système universitaire de documentation: 029831563
- Virtual International Authority File: 56645162
- WorldCat: E39PBJqQvXQfRPycKTC9GFw6Kd